# Феб (рід)
Феб (Sayornis) — рід горобцеподібних птахів родини тиранових (Tyrannidae). Представники цього роду мешкають в Америці. Рід був названий на честь американського зоолога Томаса Сея.

## Таксономія і систематика
Молекулярно-генетичне дослідження, проведене Телло та іншими в 2009 році дозволило дослідникам краще зрозуміти філогенію родини тиранових. Згідно із запропонованою ними класифікацією, рід Феб (Sayornis) належить до родини тиранових (Tyrannidae), підродини віюдитиних (Fluvicolinae) і триби півієвих (Contopini). До цієї триби систематики відносять також роди Річковий пітайо (Ochthornis), Бурий москверо (Cnemotriccus), Москверо (Aphanotriccus), Монудо (Mitrephanes), Піві (Contopus), Піві-малюк (Empidonax), Бронзовий москверо (Lathrotriccus) і Москверо-чубань (Xenotriccus).

## Види
Виділяють три види:
- Феб буроспинний (Sayornis phoebe)
- Феб чорний (Sayornis nigricans)
- Феб великий (Sayornis saya)